# Pálháza
Pálháza (slovensky Palház, ukrajinsky Палгаза, Palhaza) je město v severovýchodním Maďarsku v župě Borsod-Abaúj-Zemplén, spadající pod okres Sátoraljaújhely, blízko hranic se Slovenskem. Nachází se pod Slanskými vrchy v krajině Hegyköz, asi 83 km severovýchodně od župního města Miškovce, ale pouze 30 km jihovýchodně od slovenských Košic. V roce 2015 zde žilo 1 060 obyvatel. Podle údajů z roku 2001 zde byla většina obyvatel maďarské národnosti, byla zde však i početná slovenská menšina. Díky svému nízkému počtu obyvatel je Pálháza nejmenší obcí v Maďarsku, která má status města, který získala v roce 2005. Zároveň je i nejseverněji položeným městem v Maďarsku.
Nejbližšími městy jsou Gönc a Sátoraljaújhely. Blízko jsou též obce Bózsva, Filkeháza, Füzérradvány, Háromhuta, Kishuta, Kovácsvágás, Mikóháza, Nyíri a Vilyvitány.